# Richard Magarey

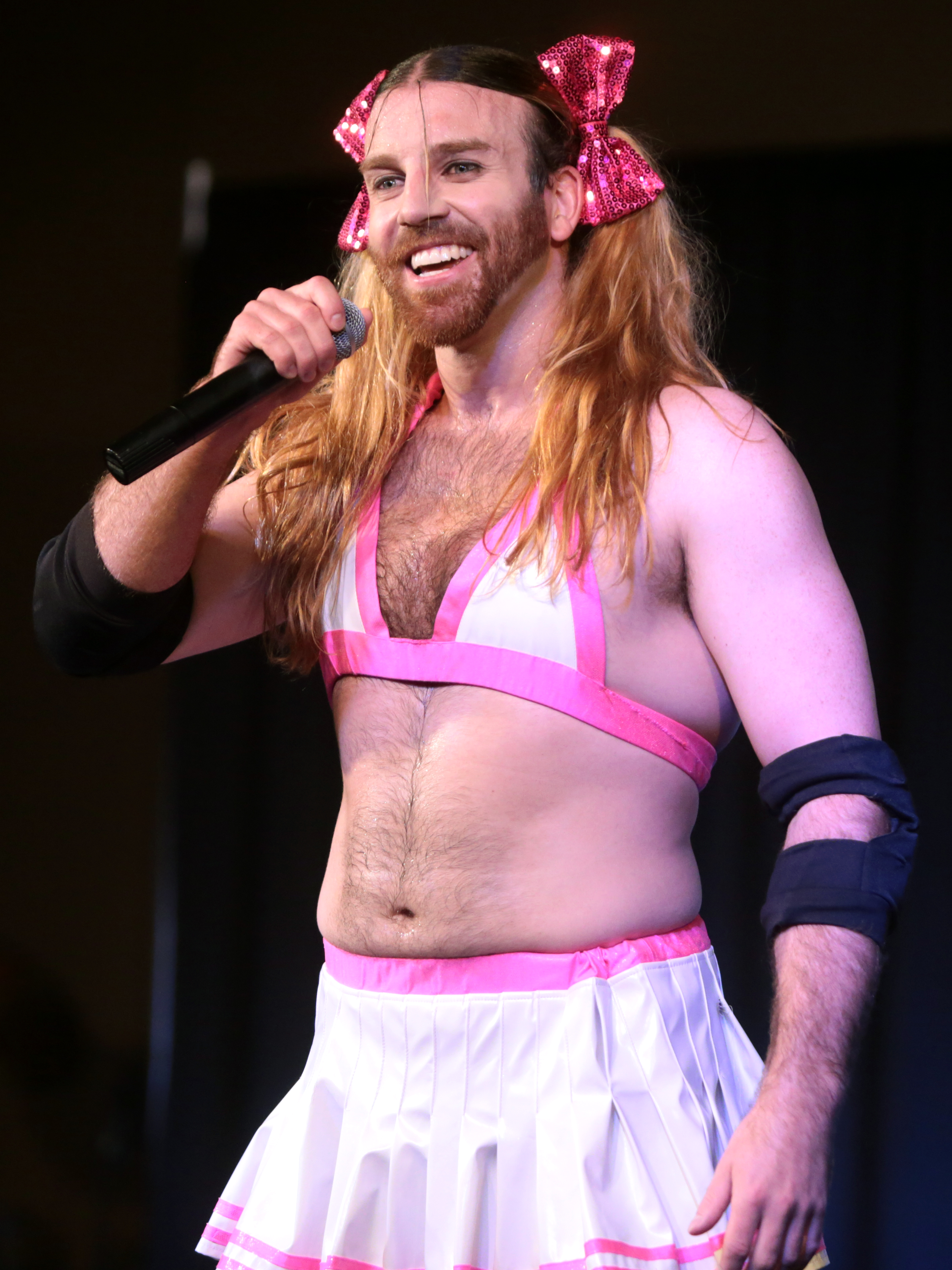
Rick Magarey als Ladybeard, 2016

Richard „Rick“ Magarey (* 3. August 1983 in Adelaide, Australien) ist ein australischer Wrestler, Sänger, Schauspieler, Stuntman und Crossdresser. Zu internationaler Berühmtheit gelangte Magarey vor allem durch sein Alter Ego, die Kunstfigur Ladybeard (Ringname auch Lady Beard, japanisch レディビアード, kantonesisch 鬍鬚女 Wu So Lui), als welche er in der japanischen Profi-Wrestling Liga DDT auftritt und bei der Idol-Gruppe Ladybaby mitwirkte.

## Leben und Werk
Richard Magarey wuchs in Adelaide auf und absolvierte dort eine Schauspielausbildung an der Flinders University, welche er 2004 abschloss. 2005 verbrachte Magarey in Melbourne, wo er die Gelegenheit hatte, mit einem Stuntman aus dem Team von Jackie Chan zu trainieren. Durch einen Tipp dessen und aufgrund der schlechten Arbeitsmarktsituation für Schauspieler in Australien zog Magarey 2006 nach Hongkong, um seine Karriere als Martial Artist und Stuntman voranzutreiben. Während seiner Arbeit an Filmen begann er, für die Hong Kong Pro Wrestling Federation in den Ring zu steigen. Da im Wrestling das Verkörpern einer Rolle unerlässlich ist, entstand im Zuge dessen die Figur Ladybeard. Als Show-Einlage sang Magarey dazu in Frauenkleidung kantonesische Pop-Lieder im Metal-Stil und stieg dadurch innerhalb kurzer Zeit zu einem der beliebtesten Wrestler Hongkongs auf. Im Zuge einer Tournee im Jahr 2011 kam Magarey erstmals nach Japan und fand Gefallen daran, weshalb er 2013 in der Hoffnung, auch dort guten Anklang zu finden und seine Popularität noch weiter ausdehnen zu können, nach Tokyo übersiedelte. 2015 gründete Magarey als Ladybeard gemeinsam mit den beiden Teen-Idols Rie Kaneko und Rei Kuromiya die Gruppe Ladybaby, deren erste Single Nippon Manju auf YouTube über 35 Millionen Mal angesehen wurde.

### Die Figur Ladybeard
Bereits im Alter von 14 begann Richard Magarey mit Crossdressing, als er zu einer Motto-Party eines Freundes in der Schuluniform seiner älteren Schwester erschien. Aufgrund der äußerst positiven Reaktionen, die Magarey dort erfuhr, kam er auf Feiern des Öfteren in Frauenkleidung, um die anderen Gäste zu unterhalten. Im Alter von 19 bis 20 besuchte er, beeinflusst von Künstlern wie Marilyn Manson und Wednesday 13, Metal-Konzerte in Kleidern und erhielt auch dort, entgegen seiner ursprünglichen Erwartung, vorwiegend positives Feedback. Dies beflügelte ihn eigenen Aussagen zufolge, zusätzlich, da es sich bei den Leuten um Fremde und nicht um Personen aus dem eigenen Umfeld handelte.
Die Persona Ladybeard entstand 2009 im Zuge von Magarey's Tätigkeit in der Hong Kong Pro Wrestling Federation, als dieser aufgefordert wurde, sich eine Rolle auszudenken. Trotz seiner Befürchtung, aufgrund seines Auftretens als bärtiger Ausländer mit schlechten Kantonesisch-Kenntnissen in Frauenkleidern vorwiegend Spott in der Wrestling-Szene zu ernten, wurde Ladybeard begeistert aufgenommen und war, nach eigenen Angaben, bereits nach seinem ersten Match der beliebteste Wrestler in Hongkong.
Selbst beschreibt sich Ladybeard als 5-jähriges, bärtiges Mädchen, welches durch mysteriöse Umstände die Erinnerungen eines 30-jährigen Australiers in sich trägt, Niedlichkeit und Zerstörung liebt und Boshaftigkeit dagegen hasst.

## Schauspielkarriere
Richard Magarey schloss seine Schauspielausbildung am Flinders Drama Centre 2004 ab, war jedoch bereits zuvor im Filmgeschäft tätig. 2003 hatte er in einem Werbespot der Gebrauchtwarenladen-Kette Goodwill seinen ersten professionellen Auftritt. Bis er 2006 nach Hongkong zog, hatte er in Australien vorwiegend Auftritte in Werbekampagnen und Kurzfilmen, arbeitete jedoch auch in größeren Produktionen, wie etwa dem Film Ultraviolet mit. Währenddessen trainierte er mit Showdown Productions die Darstellung von Action- und Kampfszenen.
Während seiner Zeit in Hongkong wirkte er an den Produktionen Flashpoint und Irreversi mit. Ebenso verkörperte Magarey Rollen in den internationalen Spielfilmen Deep Gold und Midnight Movie einem Horror-Film. Neben einem Auftritt in einem Werbespot für Visa gemeinsam mit Jackie Chan übernahm Magarey auch verschiedene Rollen als Synchronsprecher, so etwa in der Serie Wastelander Panda oder in Promotions für Cartoon Network Australia.

### Filmografie
- 2005: Pulp Action (Kurzfilm)
- 2006: Destinations (Kurzfilm)
- 2007: Miss FTW (TV-Serie)
- 2008: Midnight Movie
- 2010: Irreversi
- 2011: Deep Gold
- 2013: Wastelander Panda: Exile (TV-Serie)

## Sportliche Laufbahn
Schon von Kindheit an hatte Richard Magarey großes Interesse an Kampfsportarten und trainierte Taekwondo, Jeet Kune Do, Muay Thai und Capoeira. Besonders für Wrestling interessierte er sich, da es seine beiden großen Leidenschaften, Kampfsport und Schauspiel, auf bestimmte Weise verbindet. Da die nächste Trainingsgelegenheit in Australien aber zu weit entfernt war, konnte er den Sport dort nicht ausüben.
2009 wurde Magarey in Hongkong beim Besuch eines Konzerts auf die Hong Kong Pro Wrestling Federation hingewiesen und absolvierte dort bereits nach zweimonatigem Training sein erstes Match als Ladybeard, wobei ihm seine Kampfsport- und Stuntman-Erfahrung zugutekam. Seine unkonventionellen Auftritte, die er mit Metal-Versionen kantonesischer Pop-Songs verband, bescherten ihm große Popularität in der dortigen Szene.
Seit 2014 bestreitet Richard Magarey als Ladybeard professionell Matches in den DDT und Union Pro Wrestling Ligen in Japan. In letzterer hielt er ab Juni 2014 für 73 Tage den Titel „Union Pro Fly To Everywhere World Champion“ im Frauen-Wrestling.

### Erfolge und Titel
- Union Pro Fly To Everywhere World Championship: 19. Juni bis 31. August 2014

## Musikalische Laufbahn
Rick Magareys musikalische Laufbahn begann 2009 in Hongkong, parallel zur Entstehung der Figur Ladybeard. Während seiner Wrestling-Matches sang er als Ladybeard Songs des von ihm selbst begründeten Genres Cantocore, das die melodischen Elemente des Cantopop mit dem gutturalen Gesang und der Härte des Metal verschmilzt. Als Inspiration dafür nennt Magarey seine Leidenschaft für Cantopop, welche er mit den Emotionen des Metal fusionieren wollte.
Von 2015 bis Mitte 2016 trat Magarey als Ladybeard gemeinsam mit den beiden Idols Rie Kaneko und Rei Kuromiya als Gruppe mit dem Namen Ladybaby auf, welche ursprünglich vom japanischen Kostüm-Hersteller Clearstone zu Promotion-Zwecken ins Leben gerufen worden war. Das musikalische Genre definierte Magarey selbst in Anlehnung an das japanische Wort für süß (Kawaii) als Kawaii Metal oder Kawaiicore. Es verband dabei die „süßen“ Elemente des J-Pop, wie etwa die Melodien und Choreografien, mit dem teils brachialen gutturalen Gesang und der Energie des Metal. Während Rie Kaneko und Rei Kuromiya überwiegend den klaren Gesang übernahmen, nahm Ladybeard in der Band die Rolle des Shouters ein. Das Projekt gelangte vor allem durch die Verbreitung ihrer ersten Single Nippon Manju über soziale Medien zu internationaler Bekanntheit. Diese wurde seit ihrem Upload auf YouTube mittlerweile über 35 Millionen Mal angesehen (Stand: 27. Dezember 2022). Im August 2016 trennte sich Magarey von Ladybaby. Der Bandname wurde daraufhin von Ladybaby zu The Idol Formerly Known As Ladybaby geändert.

### Diskografie
| Nr. | Titel                             | Erstveröffentlichung |
| --- | --------------------------------- | -------------------- |
| 1   | Nippon Manju / Ultra Lucky        | 29. Juli 2015        |
| 2   | Age-Age Money / Beard-chan Robot  | 13. Januar 2016      |
| 3   | Renge Chance / C’est si bon kibun | 13. April 2016       |